# Lawrence Doherty
Hugh Lawrence „Laurie“ Doherty (8. října 1875, Wimbledon, Londýn – 21. srpna 1919, Broadstairs, Kent) byl anglický tenista a mladší bratr Reggie Dohertyho. Řadí se s ním k nejlepším hráčům celé amatérské éry tenisu. Stal se dvojnásobným olympijským vítězem, v letech 1902–1906 vyhrál pětkrát v řadě dvouhru ve Wimbledonu a spolu s bratrem triumfovali osmkrát ve čtyřhře. Odborníci hodnotili pár několik let jako nejlepší na světě. V roce 1903 zvítězil jako první cizinec na dalším grandslamu US Championships v New Yorku, kde také se sourozencem získali dva tituly ze čtyřhry.
K tenisu jej s bratrem přivedl otec. Byl mimořádně pohyblivý, výborně fyzicky připraven, vynikal zejména hrou na síti – smeči a voleji. Vystudoval kolej Trinity Hall na univerzitě v Cambridgi, kde hrál za Cambridge University Lawn Tennis Club.
V Davis Cupu odehrál sedm dvouher a pět čtyřher, všechny zápasy vítězně.
Měl přezdívku „Little Do“ (Malý Do), Šestkrát za sebou triumfoval na halovém turnaji v Queensu (1901-1906) a sedmkrát v řadě (1900–1906) na mistrovství jižní Francie hraném v Nice. Tenisu se vzdal roku 1906 kvůli golfu, v němž také vynikal.
Za první světové války sloužil u protiletecké obrany Královského námořnictva, ze kterého byl propuštěn pro špatný zdravotní stav. Oba bratři měli respirační problémy..
V roce 1980 byl posmrtně uveden do Mezinárodní tenisové síně slávy.

## Finálová utkání na Grand Slamu

### Dvouhra (7)

#### Vítěz (6)
| Rok  | Turnaj           | Finalista      | Výsledek        |
| 1902 | Wimbledon        | Arthur Gore    | 6-4 6-3 3-6 6-0 |
| 1903 | Wimbledon        | Frank Riseley  | 7-5 6-3 6-0     |
| 1903 | US Championships | William Larned | 6-0 6-3 10-8    |
| 1904 | Wimbledon        | Frank Riseley  | 6-1 7-5 8-6     |
| 1905 | Wimbledon        | Norman Brookes | 8-6 6-2 6-4     |
| 1906 | Wimbledon        | Frank Riseley  | 6-4 4-6 6-2 6-3 |

#### Finalista (1)
| Rok  | Turnaj    | Vítěz            | Výsledek            |
| 1898 | Wimbledon | Reginald Doherty | 3-6 3-6 6-2 7-5 1-6 |

### Čtyřhra (12)

#### Vítěz (10)
| Rok  | Turnaj           | Spoluhráč        | Finalisté                           | Výsledek            |
| 1897 | Wimbledon        | Reginald Doherty | Herbert Baddeley Wilfred Baddeley   | 6-4 4-6 8-6 6-4     |
| 1898 | Wimbledon        | Reginald Doherty | Clarence Hobart Harold Nisbet       | 6-4 6-4 6-2         |
| 1899 | Wimbledon        | Reginald Doherty | Clarence Hobart Harold Nisbet       | 7-5 6-0 6-2         |
| 1900 | Wimbledon        | Reginald Doherty | Harold Nisbet Herbert Roper Barrett | 9-7 7-5 4-6 3-6 6-3 |
| 1901 | Wimbledon        | Reginald Doherty | Dwight Davis Holcombe Ward          | 4-6 6-2 6-3 9-7     |
| 1902 | US Championships | Reginald Doherty | Dwight Davis Holcombe Ward          | 11-9 12-10 6-4      |
| 1903 | Wimbledon        | Reginald Doherty | Frank Riseley Sidney Smith          | 6-4 6-4 6-4         |
| 1903 | US Championships | Reginald Doherty | Kreigh Collins Harry Wainder        | 7-5 6-3 6-3         |
| 1904 | Wimbledon        | Reginald Doherty | Frank Riseley Sidney Smith          | 6-1 6-2 6-4         |
| 1905 | Wimbledon        | Reginald Doherty | Frank Riseley Sidney Smith          | 6-2 6-4 6-8 6-3     |

#### Finalista (2)
| Rok  | Turnaj    | Spoluhráč        | Vítězové                   | Výsledek             |
| 1902 | Wimbledon | Reginald Doherty | Frank Riseley Sidney Smith | 6-4 6-8 3-6 6-4 9-11 |
| 1906 | Wimbledon | Reginald Doherty | Frank Riseley Sidney Smith | 8-6 4-6 7-5 3-6 3-6  |